# Joseph Höffner

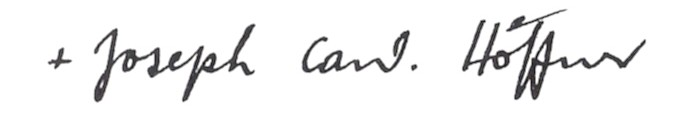
Unterschrift von Joseph Kardinal Höffner

Wappen von Joseph Kardinal Höffner

Joseph Kardinal Höffner (* 24. Dezember 1906 in Horhausen (Westerwald); † 16. Oktober 1987 in Köln) war ein deutscher römisch-katholischer Geistlicher und Theologe. Er war von 1962 bis 1969 der 73. Bischof von Münster, von 1969 bis 1987 Erzbischof von Köln und von 1976 bis 1987 Vorsitzender der Deutschen Bischofskonferenz.

## Leben und Wirken

### Kindheit und Jugend
Joseph Höffner wurde am 24. Dezember 1906 in Horhausen im Westerwald, im südwestlichen, römisch-katholisch geprägten Teil des Landkreises Altenkirchen geboren. Seine Eltern waren der Landwirt Paul Höffner und seine Ehefrau Helene geb. Schug. Höffner war der älteste von sieben Geschwistern und hatte noch zwei Halbgeschwister aus der zweiten Ehe seines Vaters nach dem Tod der Mutter im Jahr 1916. Als ältester Sohn für die Hofnachfolge prädestiniert, besuchte er auf Empfehlung des Dorfpfarrers das Kaiser-Wilhelm-Gymnasium in Montabaur und ab 1922 das humanistische Friedrich-Wilhelm-Gymnasium in Trier, wo er 1926 die Reifeprüfung ablegte.

### Studien und Promotionen
Von 1926 bis 1934 studierte Höffner an der Päpstlichen Universität Gregoriana in Rom und erlangte dort im Jahr 1929 auch seinen ersten Doktorgrad (Dr. phil.) mit seiner Arbeit über soziale Gerechtigkeit und soziale Liebe. Am 30. Oktober 1932 wurde er zum Priester geweiht. 1934 erwarb Höffner seinen zweiten Doktorgrad (Dr. theol.) in Rom. Seine Dissertation trägt den Titel Soziale Gerechtigkeit und soziale Liebe; er differenzierte in ihr zwischen „Rechtsforderungen des staatlichen Gemeinwesens“, die er mit der sozialen Gerechtigkeit gleichsetzt, und einer „bejahende[n] Wertschätzung der staatlichen Gemeinschaft und aller Bürger“, die er in der sozialen Liebe sieht. In den Jahren 1935 bis 1936 war Höffner Kaplan in der Saarbrücker Pfarrkirche St. Johann, wo der spätere NS-Widerstandsaktivist der Gruppe „Weiße Rose“ Willi Graf zu seinen Ministranten zählte. Nach dieser kurzen Tätigkeit in der Seelsorge studierte Höffner in den Jahren 1937 bis 1939 in Freiburg im Breisgau. Dort wurde er im Jahr 1938 erneut im Fach Theologie promoviert, da das NS-Regime seinen italienischen Doktorgrad nicht anerkannte. Seine Dissertation trägt den Titel Bauer und Kirche im deutschen Mittelalter. 1939 folgte ein Diplom in Volkswirtschaftslehre. Im Jahr 1940 promovierte er zum Dr. rer. pol. bei Walter Eucken. Er untersuchte die Positionen meist spanischer Scholastiker, insbesondere aus der Schule von Salamanca, zum Thema Wirtschaftsethik und Monopole im 15. und 16. Jahrhundert und wies darauf hin, dass die Wirtschaft „eigengesetzlich“ funktioniere. Bis zu seinem Tod 1987 war er einer der wenigen Deutschen, von denen eine vierfache Promotion bekannt war.

### Habilitation und Lehrtätigkeit
Vom 23. Mai 1943 bis zum 30. September 1945 wirkte er als Pfarrer der Pfarrei Trier-Heiligkreuz. 1945 schloss er seine Habilitation in Freiburg im Breisgau ab. Seine Habilitationsschrift trug den Titel Christentum und Menschenwürde. Das Anliegen der spanischen Kolonialethik im Goldenen Zeitalter. Er untersuchte darin die Positionen spanisch-scholastischer Gelehrter zur Kolonialisation Lateinamerikas und kam zu dem Schluss: „In echt spanischem Idealismus träumte man vom Triumph des Christentums auf dem ganzen Erdkreis.“ Im Anschluss wurde Höffner in Trier Professor für Pastoraltheologie und christliche Soziallehre. Seit 1951 war er als Nachfolger von Franz Hitze und Heinrich Weber Professor für Christliche Sozialwissenschaften an der Westfälischen Wilhelms-Universität in Münster. Im selben Jahr begründete er das Institut für Christliche Sozialwissenschaften. Höffners Curriculum umfasste: Grundlegung der Christlichen Gesellschaftslehre (Sozialphilosophie), Wirtschafts-, Sozial-, Staats-, Arbeits- und Berufsethik, Ehe- und Familiensoziologie, Religionssoziologie, Sozialpolitik, insbesondere Soziale Sicherheit in der industriellen Gesellschaft, Geschichte und Theorie des Kapitalismus, Liberalismus und Sozialismus. In den Seminaren wurden ordnungspolitische Neukonzeptionen der Boden- und Raumordnung, der Rentenreform, sozialpolitische Probleme des Handwerks und des Bauerntums sowie religionssoziologische Themen erörtert.
Höffners Lehrtätigkeit und Forschung war eng mit seinen Aufgaben als wissenschaftlicher Politikberater der Bundesministerien für Familien- und Jugendfragen, für Wohnungsbau sowie für Arbeit und Sozialordnung verknüpft. In dieser Eigenschaft hatte er entscheidenden Einfluss auf die Weiterentwicklung der Sozialpolitik, auf die Neuordnung und den Ausbau der Sozialversicherung in der Adenauer-Ära. Sein Konzept der Sozialordnung stand im Einklang mit der Wirtschaftsordnung der Sozialen Marktwirtschaft.

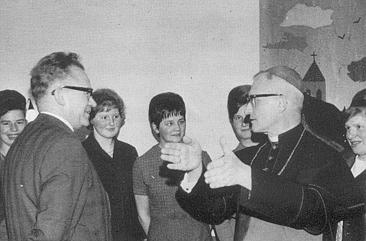
Bischof Joseph Höffner (rechts) 1962 in der Katholischen Landvolkshochschule „Schorlemer Alst“ im Gespräch mit Bernhard Schulte (links) und Teilnehmerinnen eines Junglandwirtinnenkurses.

### Bischof
Am 14. September 1962 wurde Joseph Höffner vom Bischof von Trier, Matthias Wehr, zum Bischof von Münster geweiht. Am 6. Januar 1969 wurde er zum Koadjutor-Erzbischof des fast erblindeten Kölner Erzbischofs Joseph Kardinal Frings ernannt und gleichzeitig Titularerzbischof von Aquileja. Am 23. Februar 1969 wurde er der Nachfolger von Frings als Erzbischof von Köln; am 28. April desselben Jahres nahm Papst Paul VI. ihn als Kardinalpriester mit der Titelkirche Sant’Andrea della Valle in das Kardinalskollegium auf.
1971 wurde er von Kardinal-Großmeister Eugène Kardinal Tisserant zum Ritter des Ritterordens vom Heiligen Grab zu Jerusalem ernannt und am 6. Dezember 1971 durch Lorenz Kardinal Jaeger, Großprior der deutschen Statthalterei, und Hermann Josef Abs, Statthalter in Deutschland, investiert. Er war Großkreuzritter des Ordens. Als Präsident des Deutschen Vereins vom Heiligen Lande engagierte Höffner sich für zahlreiche Sozialprojekte im Heiligen Land. 
Im Dreipäpstejahr nahm Joseph Kardinal Höffner nach dem Tod Pauls VI. am 6. August 1978 am Konklave August 1978 in Rom teil, aus dem Albino Luciani als Papst Johannes Paul I. hervorging, und nach dessen frühem Tod abermals am Konklave Oktober 1978, das Karol Wojtyla zum neuen Pontifex wählte, der sich den Namen Johannes Paul II. gab.

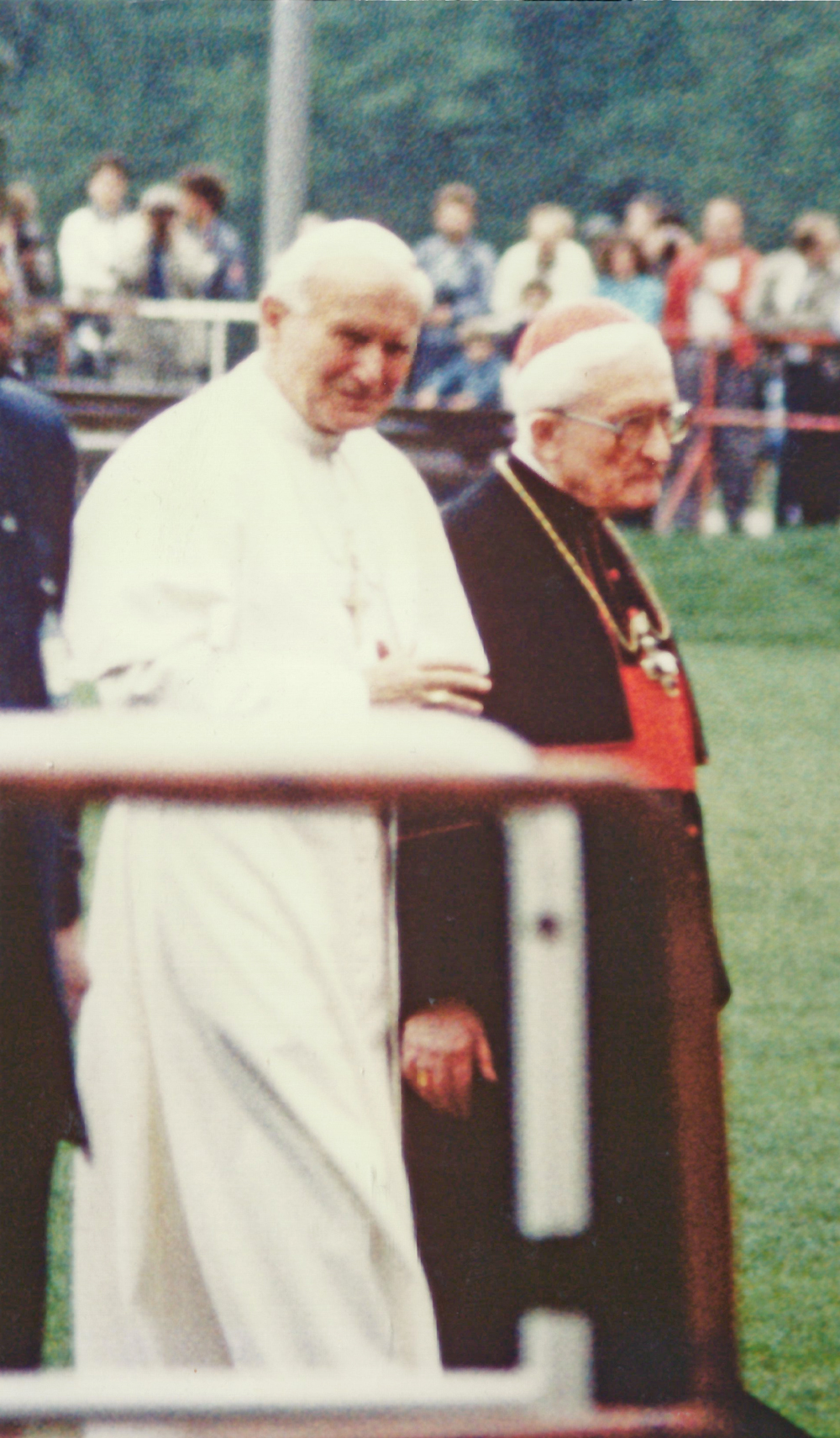
Kardinal Höffner mit Papst Johannes Paul II. in Köln (1987)

Von 1976 bis 1987 war er, wie schon sein Vorgänger Joseph Kardinal Frings, Vorsitzender der Deutschen Bischofskonferenz. Nach dem Bekanntwerden des Geldwäscheskandals um die Vatikanbank 1982 ersuchte er vergeblich um Absetzung des beteiligten Kurienerzbischofs Paul Casimir Marcinkus. 1986 erhielt er für sein Werk den Ehrenring der Görres-Gesellschaft. Im selben Jahr befand Höffner, die „von einer entfesselten Atomenergie ausgehenden Gefahren“ seien „wegen ihrer Schrecklichkeit und wegen ihrer viele Generationen schädigenden Auswirkungen von qualitativ besonderer Art“. Dafür erntete er Kritik aus den Reihen der CDU und von Bayerns Ministerpräsident Franz Josef Strauß. Im Januar 1987 erklärte er, die Grünen seien eine für Christen nicht wählbare Partei. Bereits zuvor hatte er angesichts gesellschaftlicher Umbrüche von „verwirrendem Pluralismus der permissiven Gesellschaft“ und „Subjektivismus“ gesprochen. Kardinal Höffner erklärte, „Gehorchenkönnen“ gehöre „zum christlichen Menschenbild“. Das Amt des Erzbischofs von Köln legte er, nachdem Papst Johannes Paul II. sein wiederholtes Rücktrittsangebot bei seinem achtzigsten Geburtstag noch abgelehnt hatte, am 14. September 1987 nieder, einen Monat vor seinem Tod. Er starb im Kölner St.-Hildegardis-Krankenhaus an einem erst wenige Monate zuvor entdeckten unheilbaren Gehirntumor. Das Seelenamt hielt Joseph Kardinal Ratzinger. Seine letzte Ruhestätte fand Kardinal Höffner in der erzbischöflichen Gruft im Kölner Dom. Nachfolger wurde im Februar 1989 Joachim Kardinal Meisner.
Joseph Höffner war einer der Begründer der Christlichen Gesellschaftslehre (CGL) als Wissenschaft. Seit der Gründung des Bundes Katholischer Unternehmer (BKU) 1949 war er dessen wissenschaftlicher und erster geistlicher Berater.

## Verantwortung für sexuellen Missbrauch

### Bistum Münster
Der am 13. Juni 2022 vorgestellte Abschlussbericht einer vom Bistum Münster beauftragten Studie von Wissenschaftlern der Universität Münster, die seit Oktober 2019 Umfang und Qualität sexualisierter Gewalt durch Priester und Diakone des Bistums Münster in der Zeit zwischen 1945 und 2018 untersucht hatten, belastet Höffner schwer. Bereits ein im Dezember 2020 veröffentlichter Zwischenbericht bescheinigte ihm für seine Zeit als Bischof in Münster ein „intensives Leitungs- und Kontrollversagen“, gar „Strafvereitelung“.

### Erzbistum Köln
In einer im März 2021 publizierten unabhängigen Untersuchung der Kanzlei Gercke/Wollschläger zum Umgang mit sexueller Gewalt im Erzbistum Köln in der Zeit von 1975 bis 2018, die vom Erzbistum Köln in Auftrag gegeben worden war, berichteten die Gutachter von acht Pflichtverletzungen Höffners als Erzbischof von Köln, die sich auf sechs verschiedene Aktenvorgänge bezogen, und zwar sechs Verstöße gegen die Aufklärungspflicht und zwei Verstöße gegen die Pflicht zur Opferfürsorge. In Höffners Amtszeit in Köln von 1969 bis 1987 seien insgesamt 12 Verdachtsmeldungen wegen sexuellen Missbrauchs Minderjähriger und Schutzbefohlener eingegangen. Allerdings habe es noch keine klaren kirchlichen Verfahrensregeln zum Umgang mit solchen Fällen gegeben, und wegen teils chaotischer Aktenlage und erfolgter Aktenvernichtung sei nicht mehr feststellbar, ob es eventuell weitere Fälle gegeben habe. Nach Aussagen der damaligen Verantwortlichen sei Höffner „von großer Güte bestimmt“ und „nicht sehr konfrontationsfreudig“ gewesen; öfter habe Höffner Entscheidungen, die in der Personalkonferenz getroffen worden waren, nach Gesprächen mit den Beschuldigten abgeändert oder abgemildert.
Nach Veröffentlichung des Gutachtens erhob die frühere Kölner Bürgermeisterin Elfi Scho-Antwerpes die Forderung, den Kardinal-Höffner-Platz vor dem Kölner Dom umzubenennen. Auch der Kardinal-Höffner-Kreis, ein Zusammenschluss christlicher Abgeordneter der CDU/CSU-Bundestagsfraktion, diskutiert derzeit über eine Umbenennung.

## Ehrungen und Namensgeberschaften
Als Bischof von Münster wurde Höffner 1962 Ehrenmitglied des Kath. Studentenvereins Westfalia-Mazenod im KV, zu dem er bereits als Professor Kontakte hatte. Als Erzbischof von Köln wurde er 1978 Ehrenmitglied der katholischen Studentenverbindung KDStV Ripuaria Bonn im CV.
Im Deutschen Bundestag gründeten 1993 Parlamentarier der CDU-CSU-Fraktion den Kardinal-Höffner-Kreis, der zum Ziel hat, dem Katholizismus in der Politik stärkeres Gewicht zu verleihen.
Dem Andenken und dem Werk des Wissenschaftlers und Bischofs widmen sich die 2002 gegründete Joseph-Höffner-Gesellschaft unter Vorsitz von Pater Johannes Zabel und der 2001 gegründete Förderverein zum Gedenken an Joseph Kardinal Höffner in der Verbandsgemeinde Flammersfeld unter Vorsitz von Bernhard Meffert. In Horhausen wurde am 8. Mai 2004 ein Kardinal-Höffner-Denkmal eingeweiht.
Am 31. Oktober 2003 wurde Joseph Höffner – gemeinsam mit seiner Schwester Lena Hesseler, geb. Höffner, aus Horhausen –, durch die israelische Holocaust-Gedenkstätte Yad Vashem postum der Ehrentitel Gerechter unter den Völkern verliehen. Höffner hatte 1943 in seiner Zeit als Pfarrer in Kail ein jüdisches Mädchen vor dem Regime verstecken können. Esther Sarah Meyerowitz (alias Christa Koch) konnte von Kölner Historikern in den USA ausfindig gemacht werden. Seine Schwester brachte in ihrer Wohnung in Horhausen auf Bitten ihres Bruders ein gefährdetes Ehepaar unter.
weitere Ehrungen
- 1971: Großkreuz-Ritter vom Heiligen Grab
- 1973: Ehrendoktor der Sophia-Universität in Tokio
- 1978: Ehrendoktor der päpstlichen St. Thomas-Universität Manila
- 1979: Ehrendoktor der Katholischen Fu-Jen-Universität in Taipeh
- 1983: Ehrendoktor der Ateneo de Manila Universität
- 1986: Ehrendoktor der Universidad Panamericana (Mexiko)
- 1966: Große Ehrenplakette der Kolping-Familie
- 1966: Großes Verdienstkreuz mit Stern der Bundesrepublik Deutschland
- 1978: Ehrenmitglied der Tuisconia Konigberg zu Bonn[26]
- 1981: Großkreuz des Verdienstordens der Bundesrepublik
- 1982: Großkreuz des Verdienstordens der Republik Italien
- 1986: Ehrenring der Görres-Gesellschaft

2008 erhielt ein kleiner Platz vor dem Kölner Dom den Namen Kardinal-Höffner-Platz.

## Zitate
„Wenn wir uns in der Krankheit zu Gott wenden, werden wir erkennen, dass die Krankheit so ist wie ein Teppich, der auf der falschen Seite liegt. Wir sehen nur Knoten und wirre Fäden und wissen nicht, was das Ganze bedeutet. Aber Gott wird zu der Zeit, die er bestimmen wird, den Teppich auf die richtige Seite legen. Dann erkennen wir, dass Gottes eigene Vorsehung auch in der Krankheit gegenwärtig ist.“

„Der Christ darf nicht mürrisch am Zaun der Welt von heute stehen und ärgerlich zusehen, was da drinnen geschieht. Er muss über den Zaun steigen und handelnd und helfend mitten in der Welt von heute gegenwärtig sein, als Salz und Sauerteig.“

## Veröffentlichungen

### Schriften
- Christliche Gesellschaftslehre. Neuausgabe, hrsg., bearb. und erg. von Lothar Roos. Butzon & Bercker, Kevelaer 1997, ISBN 3-7666-0107-5. Das Werk wurde mittlerweile in zehn Sprachen (einschließlich Russisch und Chinesisch) übersetzt.
- Bauer und Kirche im deutschen Mittelalter. Paderborn 1938, Dissertation.
- Wirtschaftsethik und Monopole im 15. und 16. Jahrhundert. Jena 1941, Dissertation zum Dr. sc. pol., 2. Auflage: Darmstadt 1969.
- Christentum und Menschenwürde. Das Anliegen der spanischen Kolonialethik im Goldenen Zeitalter. Trier 1947, zugleich Habilitationsschrift, Universität Freiburg 1944.
- Der Start zu einer neuen Sozialpolitik. Köln 1955.
- Sozialpolitik im deutschen Bergbau. Münster 1955, 19562.
- Wilhelm Emmanuel Ketteler und die katholische Sozialbewegung des 19. Jahrhunderts. Wiesbaden 1962.
- Ehe und Familie. Wesen und Wandel in der industriellen Gesellschaft. Münster 1959, 19652.
- In der Kraft des Glaubens, 2 Bände. Freiburg i.Br. 1986, ISBN 3-451-20878-4.

### Herausgeberschaft
- Jahrbuch des Instituts für Christliche Sozialwissenschaften. Münster 1960 ff.
- Schriften des Instituts für Christliche Sozialwissenschaften der Westfälischen Wilhelms-Universität Münster, 19 Bände. Münster 1955 ff.
- zus. mit Alfred Verdross, Francesco Vito: Naturordnung in Gesellschaft, Staat, Wirtschaft. Innsbruck, Wien, München 1961.